# Túmulo alargado de West Kennet

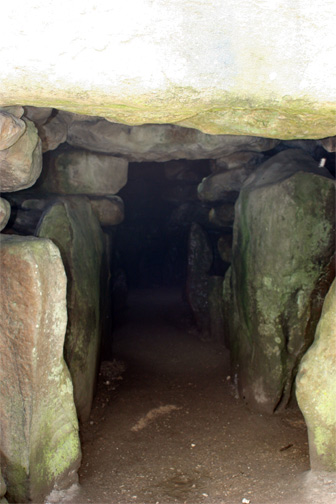
Vista del interior de West Kennet Long Barrow.

West Kennet Long Barrow, o también conocido como túmulo alargado de West Kennet o gran túmulo de West Kennet, es una tumba neolítica o túmulo, situado en una prominente cresta de creta, cerca de Silbury Hill, 1,5 millas (2,4 km) al sur de Avebury en Wiltshire, Inglaterra. El sitio fue documentado por John Aubrey en el siglo XVII y por William Stukeley en el XVIII.
El túmulo alargado de West Kennet forma parte del conjunto megalítico de Stonehenge, Avebury y sitios relacionados que fue proclamado Patrimonio de la Humanidad por la Unesco en 1986.

## Características
Los arqueólogos lo clasifican como un túmulo alargado con cámaras y una de las tumbas de Severn-Cotswold. Tiene dos pares opuestos de cámaras de crucero y una cámara única terminal utilizadas para el entierro. Las cámaras funerarias de piedra se encuentra en un extremo de uno de los túmulos más largos de Gran Bretaña, con 100 m: en total se estima que se emplearon 15.700 horas-hombre en su construcción. La entrada consiste en un patio o cercado cóncavo con una fachada hecha de grandes bloques de piedras sarsen que fueron colocadas para sellar el acceso.
La construcción del West Kennet Long Barrow comenzó alrededor de 3600 a. C., que es unos 400 años anterior a la primera fase de Stonehenge, y estuvo en uso hasta alrededor de 2500 a. C. El montículo ha sido dañado por prospecciones indiscriminadas, pero las excavaciones arqueológicas en 1859 y 1955-56 encontraron al menos 46 entierros, que van desde bebés hasta personas de edad avanzada. Los huesos fueron desarticulados con algunos de los cráneos y huesos largos faltando. Se ha sugerido que los huesos fueron retirados periódicamente para su visualización o transportados a otro lugar, siendo la fachada de bloqueo retirada y repuesta cada vez que fuera necesario.
Las últimas excavaciones han mostrado que las cámaras laterales se inscriben dentro de un triángulo isósceles exacto, cuya altura es el doble de la longitud de su base. Artefactos asociados a los entierros son cerámica Grooved neolítica similar a la encontrada en la cercana Windmill Hill.
Se cree que esta tumba estuvo en uso durante al menos 1000 años y al final de este período el paso y la cámara se rellenó hasta el techo por las personas de la cultura del vaso campaniforme con tierra y piedras, entre las que se encontraron piezas de cerámica de Grooved, cerámica Peterborough y cerámica de esa cultura, carbón, instrumentos de hueso y cuentas. Stuart Piggott, quien excavó esta mezcla de materiales secundarios, sugirió que había sido recogido en un recinto funerario cerca del 'recinto mortuario' que demuestran que el sitio había sido utilizado para actividad ritual largo tiempo después de haber sido utilizada para entierros. Los restos del yacimiento se muestran en el Wiltshire Heritage Museum (Museo del Patrimonio de Wiltshire), en Devizes.
Michael Dames (véase Referencias) formuló una teoría compuesta de rituales de temporada, en un intento de explicar el túmulo alargado y sus sitios asociados (el henge de Avebury, Silbury Hill, El Santuario y Windmill Hill).
Una leyenda local dice cómo esta tumba es visitada durante la noche de San Juan por un fantasmal sacerdote y un gran sabueso blanco.

## Galería

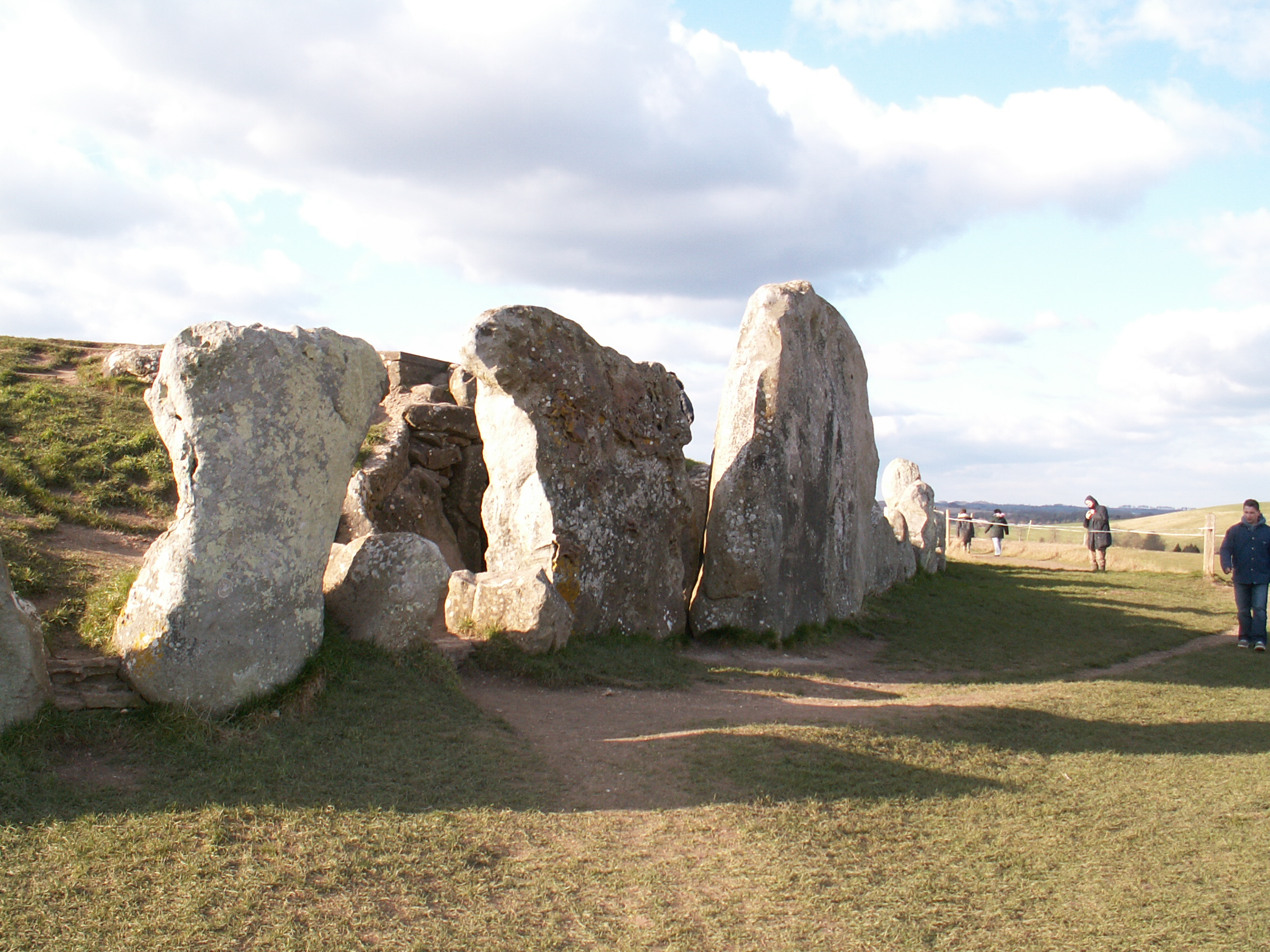
Entrada a la tumba.
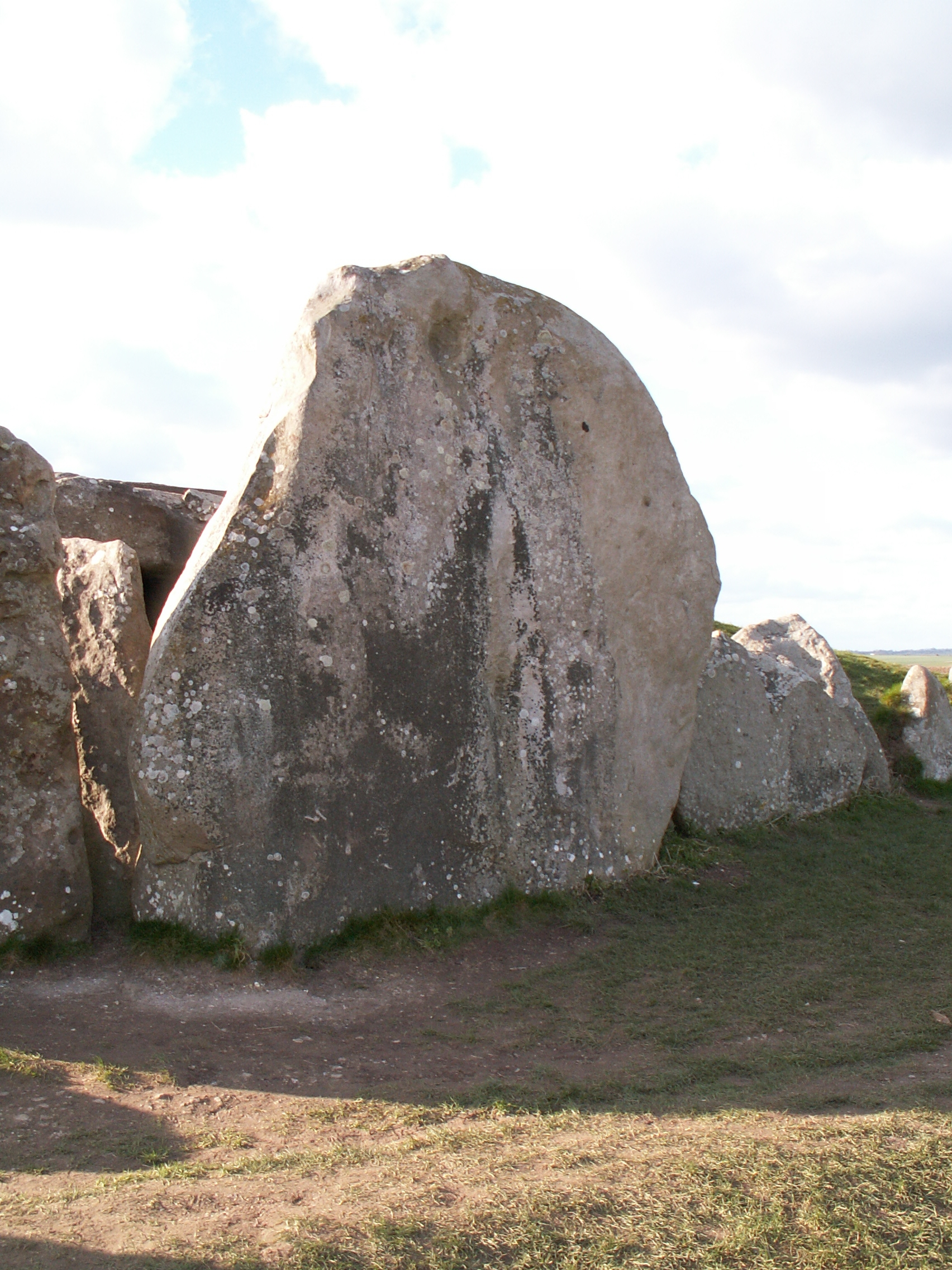
Piedra final delante de la entrada (de más de 2 m de altura).
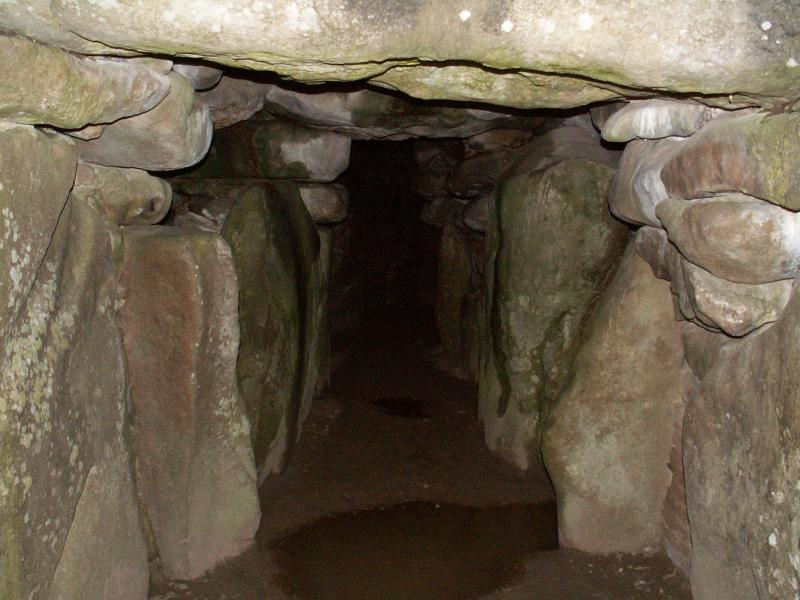
Pasillo intermedio.
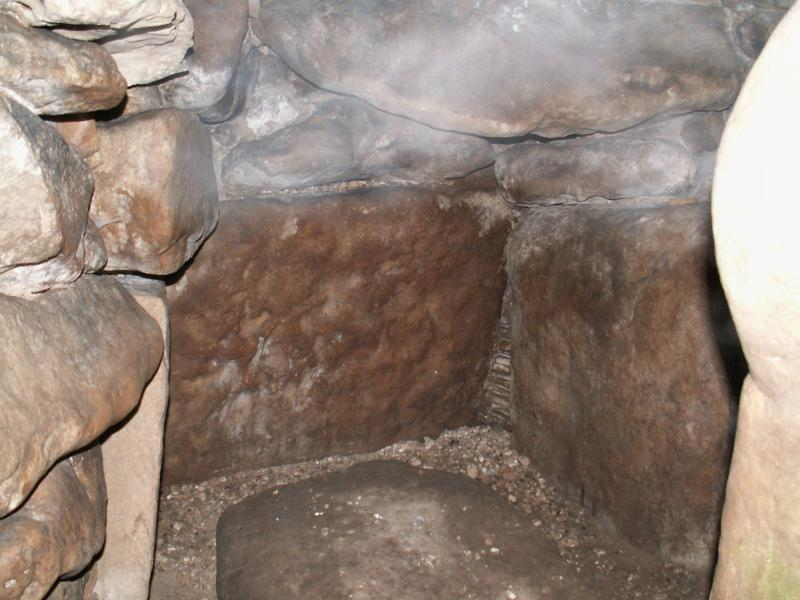
Una de las cámaras del norte.
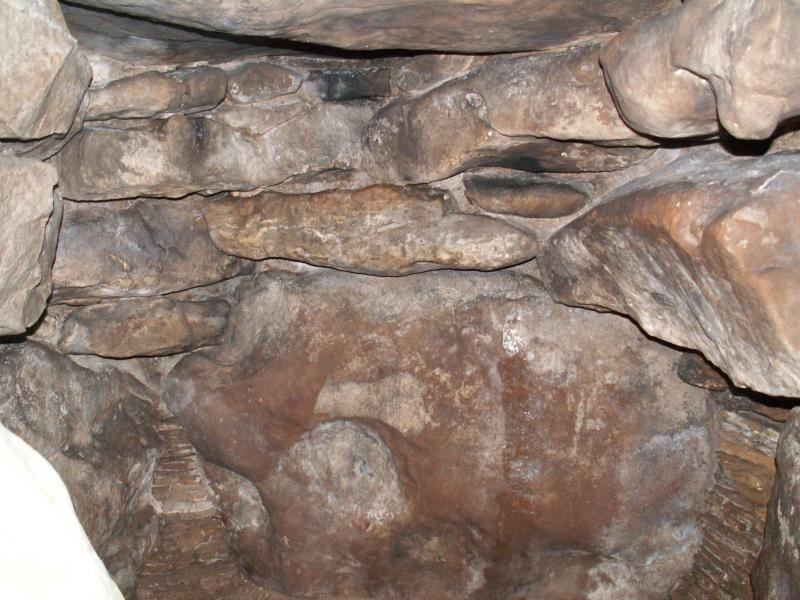
Una de las cámaras del norte.
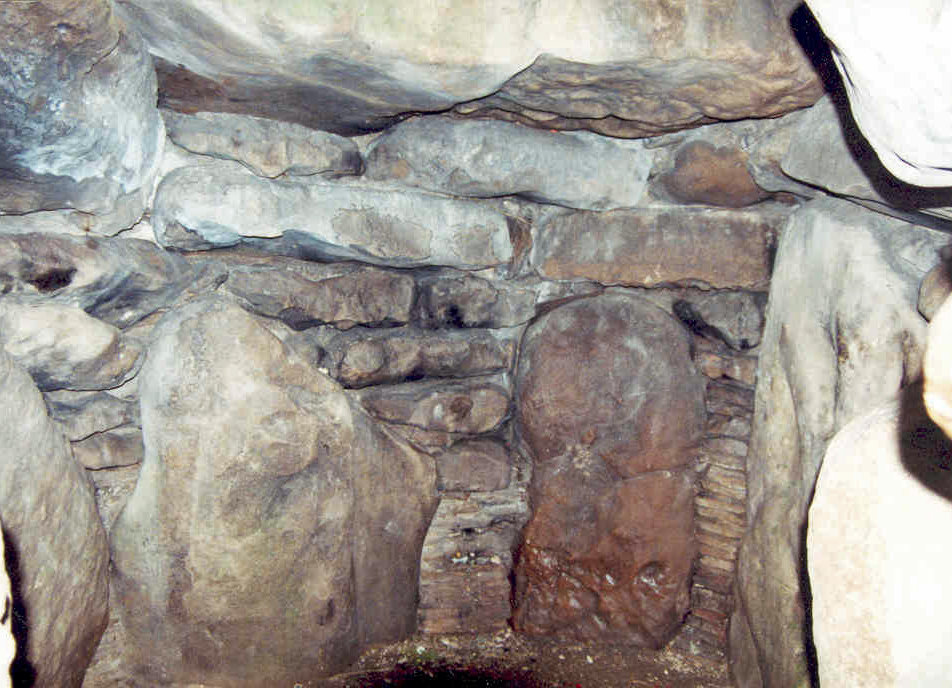
Cámara occidental.
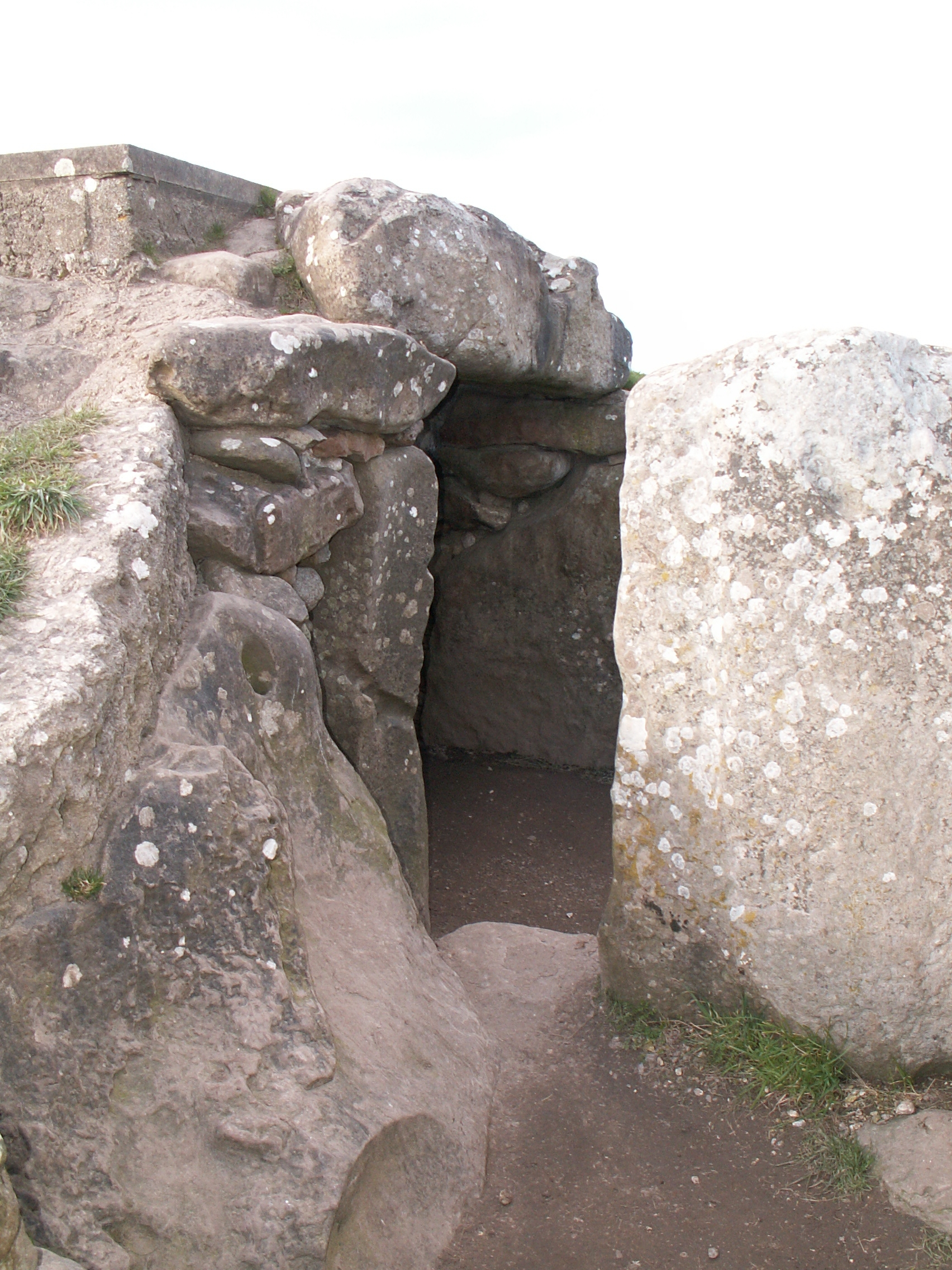
Detalle de la entrada.
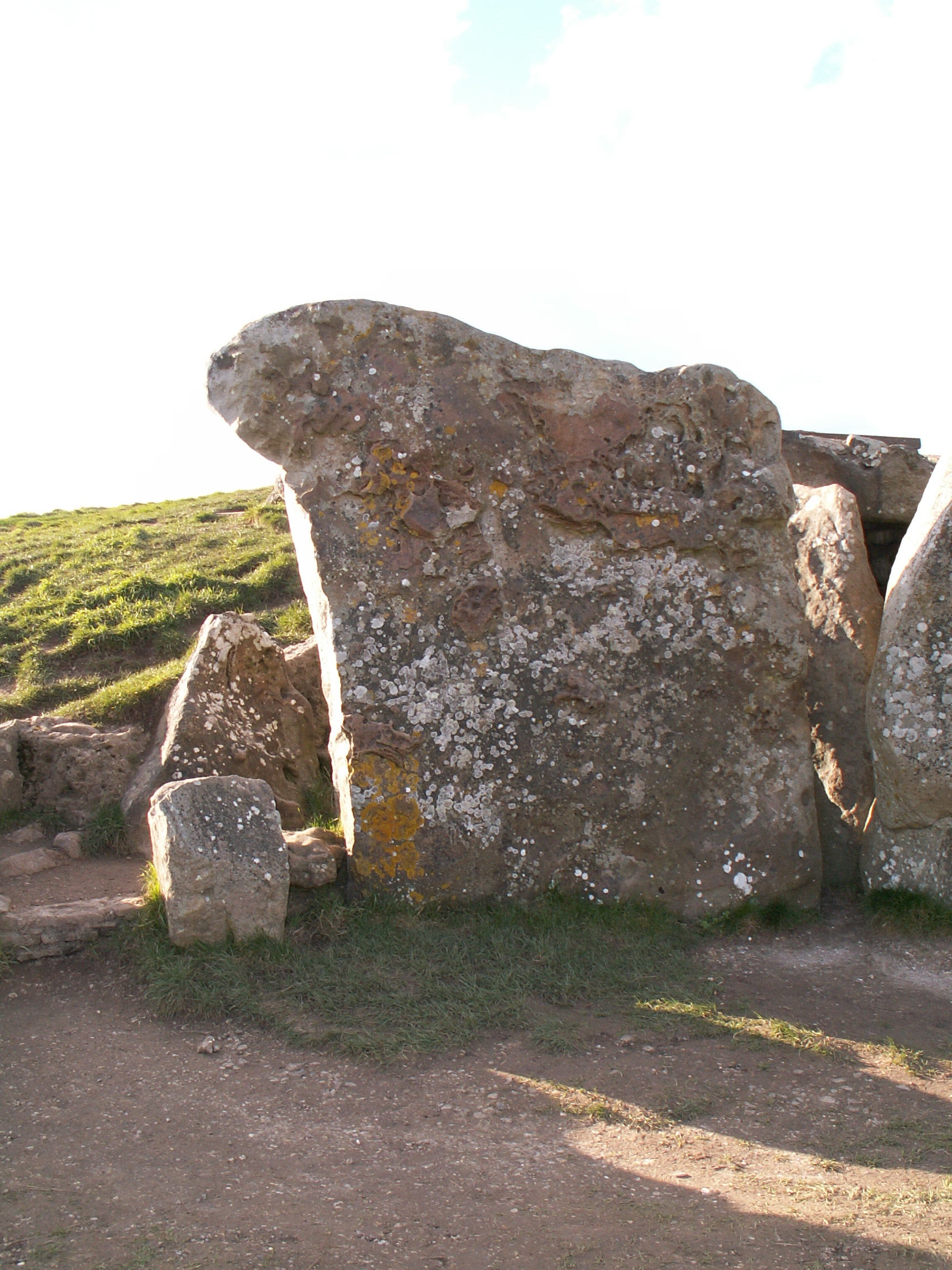
Piedra "Menor" en la fila de piedras frente a la entrada.
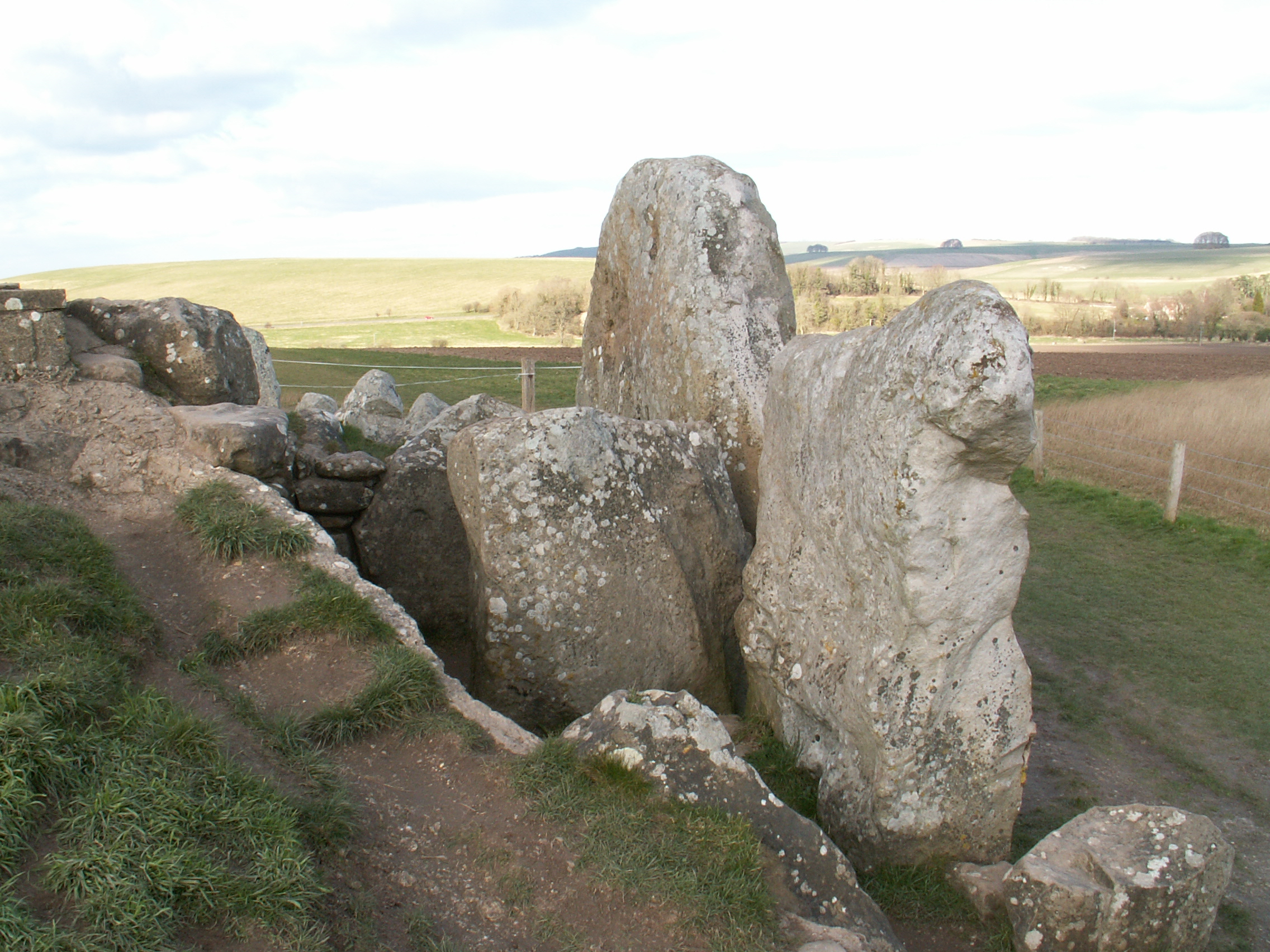
Entrada a la tumba con la última piedra.
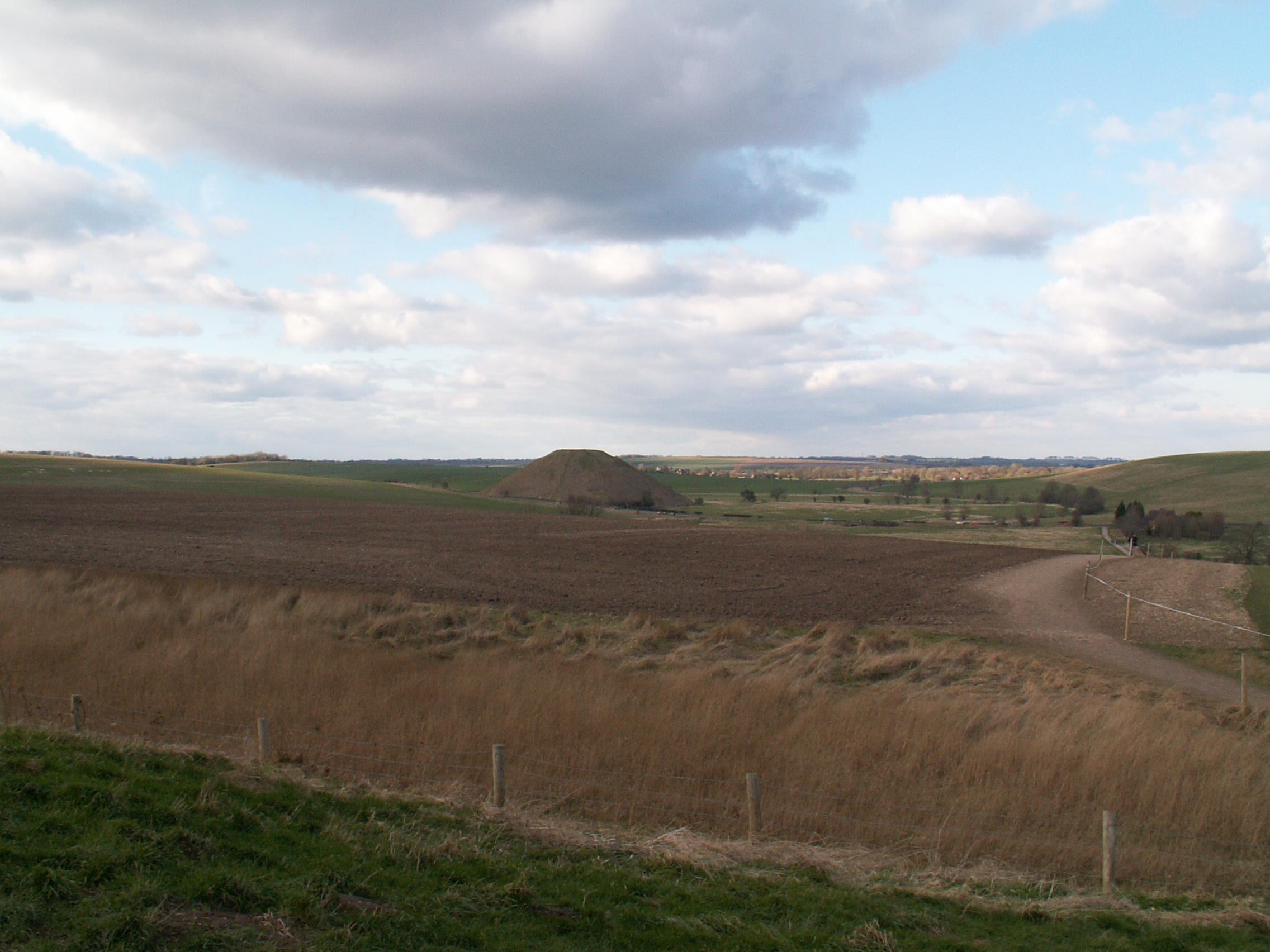
Vista de Silbury Hill desde el Túmulo alargado de West Kennet.
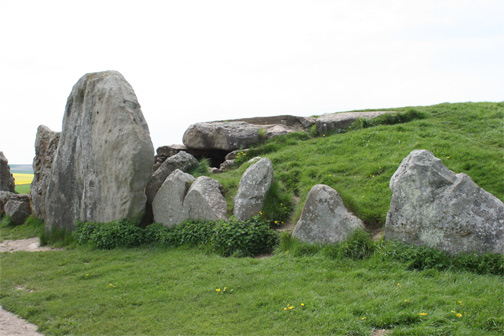
Vista de Silbury Hill desde el Túmulo alargado de West Kennet.